# Manuel Rivera y Sempere
Manuel Rivera y Sempere (Vigo 1834- Ibídem 1918) fue un militar e inventor español conocido por sus investigaciones sobre la navegación aérea y en particular sobre el dirigible.

## Vida militar
Manuel Rivera procedía de una familia de militares. Ingresó en la Real Academia de Artillería de Segovia en 1852 donde permaneció cuatro años hasta completar su formación Esta academia militar era, a mediados del siglo XIX, uno de los mejores centros de formación científica de España, pues las universidades se habían especializado en el estudio de las humanidades. Fue durante dos años, entre 1858 y 1860, profesor de la mencionada academia.
En 1861 fue destinado a Filipinas. Ese mismo año contrajo matrimonio con Pilar Atienza Ramos. Fue padrino de su boda el infante Francisco de Paula de Borbón, tío de la Reina Isabel II y padre del rey consorte. Regresó a la península en 1867 y ocupó distintos destinos en Vigo, Barcelona y Segovia. Pidió el retiro en 1886 con 52 años de edad con el grado de teniente coronel.

## Aportaciones científicas

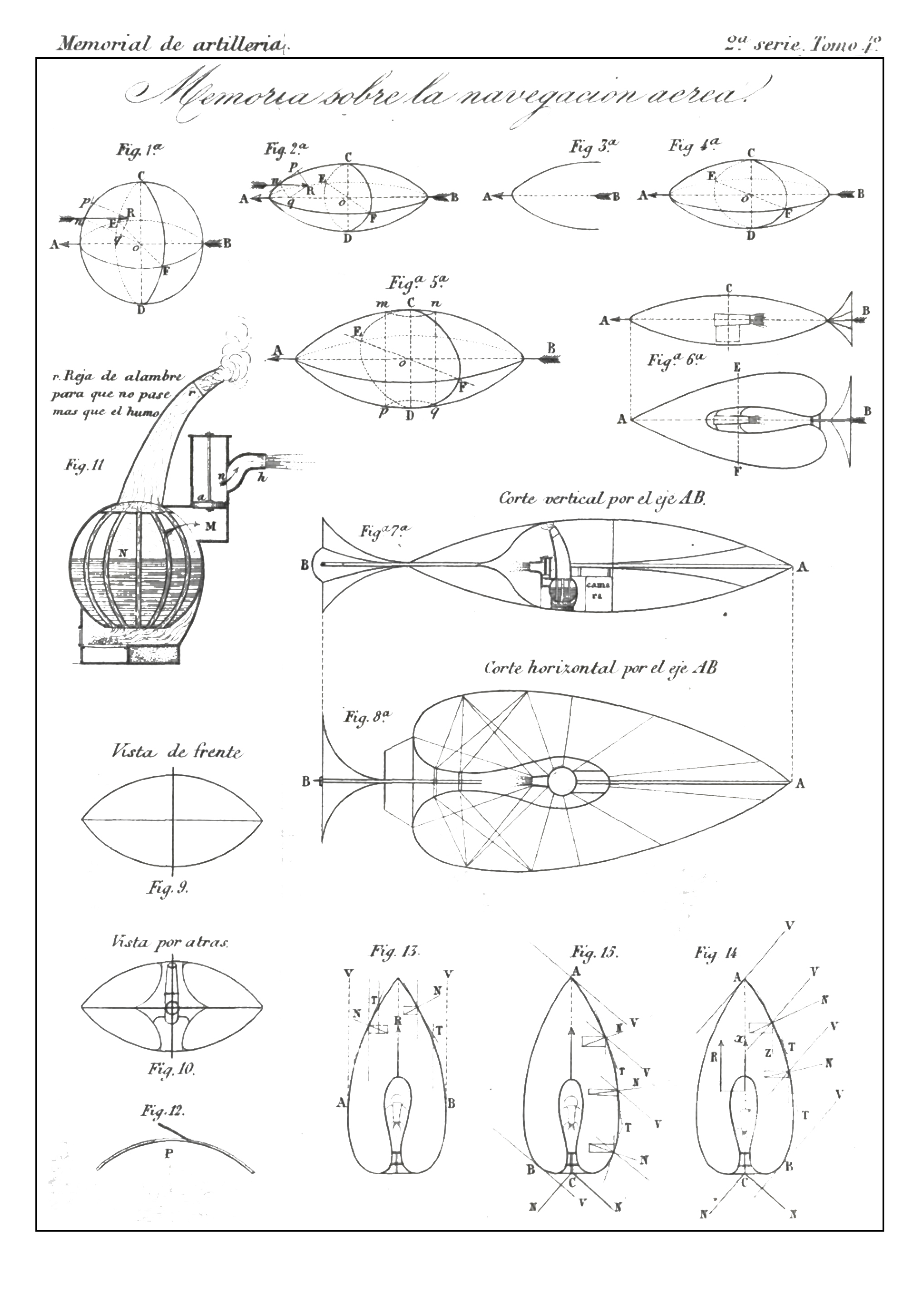
Diagramas de Rivera incluidos en su artículo «Memoria sobre la navegación aérea» de 1865

En 1865 publicó en la revista Memorial de Artillería un artículo en el que proponía la construcción de un dirigible con una máquina de vapor incorporada y un sistema de propulsión a chorro. La solución es técnicamente mejor en cuanto a la capacidad de la dirección de la aeronave que el prototipo de Henri Giffard de 1852 que se puede considerar como el primer dirigible que podía ser dirigido mediante timones a diferencia del globo aerostático. Es probable que Rivera no conociera la invención de Giffard por el aislamiento científico de España en esta época y teniendo en cuenta, además, que residía en las islas Filipinas. 
Mucho tiempo después, a principios del siglo XX el desarrollo de los motores de explosión hizo que Rivera retomara el interés por los dirigibles cuando ya estaba retirado del ejército. Escribió un libro titulado “Memoria sobre navegación aérea, descriptiva de un sistema” en 1904 y poco después patentaría un modelo de dirigible. Incluso escribió al rey Alfonso XIII dando cuenta del desarrollo de sus investigaciones. En aquel momento ya se habían desarrollado los dirigibles especialmente gracias a las propuestas de Ferdinand von Zeppelin.